# Es Castell
Es Castell (anteriormente conocido como Villacarlos) es una localidad y municipio español de la comunidad autónoma de las Islas Baleares. Situado al este de Menorca, en la boca del puerto de Mahón.
El municipio comprende los núcleos de población de Es Castell —capital municipal—, Bello Horizonte (Son Vilar), Cala San Esteban (Cala Sant Esteve), El Fonduco, Santa Ana (Santa Anna), Sínia d'en Riera, Sol del Este (Sol d'Est) y Trebelúger (Trebalúger).
El núcleo urbano principal fue fundado en 1771 por los británicos con el nombre de Georgetown en honor del rey Jorge III de Inglaterra durante el periodo en que Menorca estuvo bajo dominio británico y como queda reflejado en el escudo, en el que aparece San Jorge matando al dragón. Cuando la isla fue recuperada por España en 1782, cambió su nombre por el de Real Villa de San Carlos en honor del rey Carlos III, posteriormente abreviado a Villacarlos. Debido a su situación geográfica, es el primer pueblo de España en ver salir el sol.

## Historia

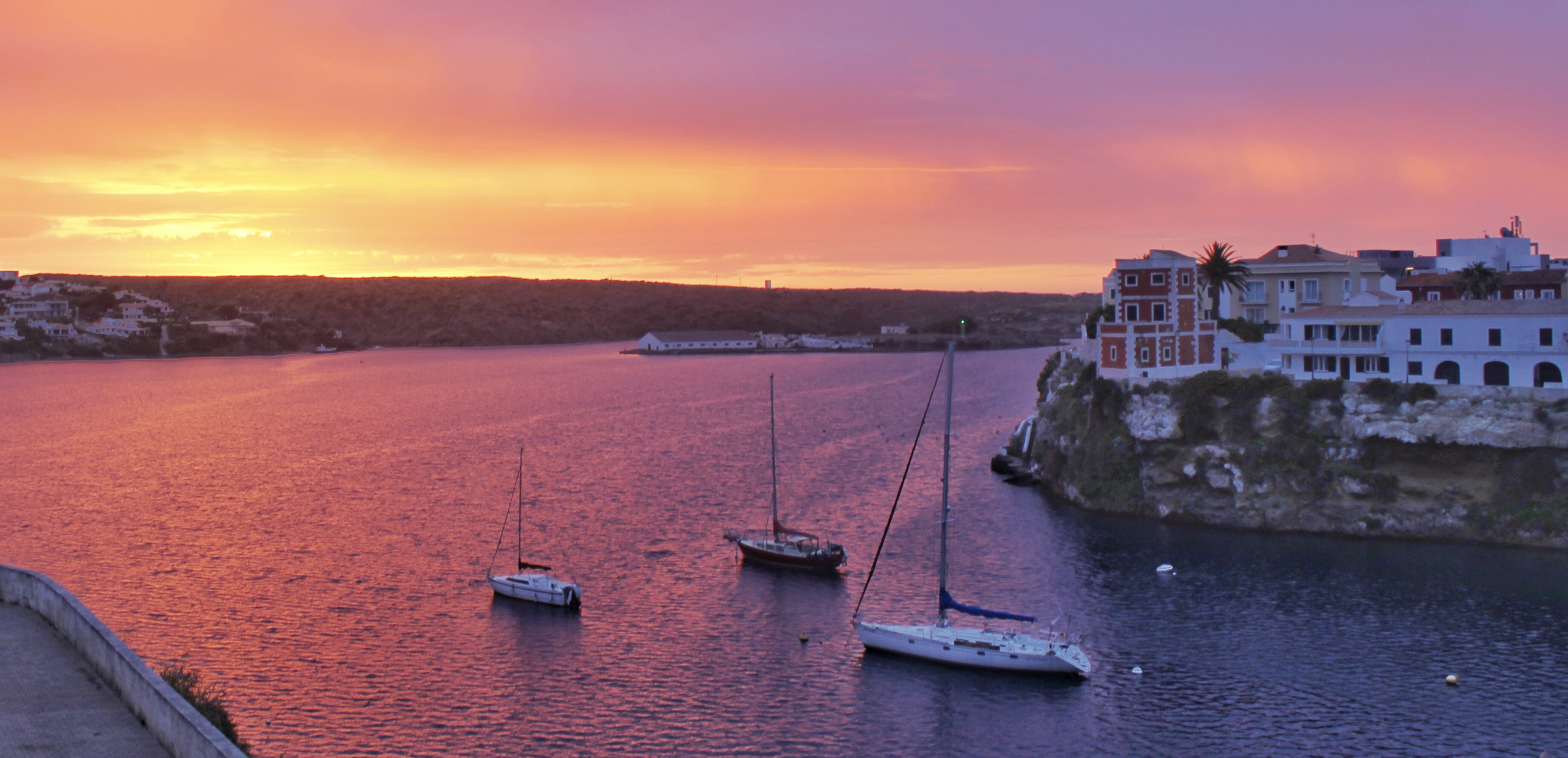
Amanecer desde Cala Corb

El pueblo adquiere el nombre del Castillo de San Felipe, cerca de donde se asentaba el primitivo núcleo. Esta fortaleza se construyó como respuesta al peligro turco y, muy concretamente, a que Barbarroja asaltase Mahón en 1535 en represalia por la conquista de Túnez (escondite de corsarios) a cargo de Carlos I unos meses antes. Pero fue ordenado por Felipe II (regente de las posesiones españolas de su padre en aquellos años) y, sobre todo, un proyecto del italiano Giovanni Battista Calvi, que se comenzó a construir años después. En 1558 las fortificaciones del castillo ya estaban armadas y se pudo repeler el ataque otomano. Esto estimuló a muchos mahoneses que buscasen vivir cerca de las murallas del castillo y acabasen conformando un núcleo habitado permanente que, con los años, fue creciendo y se le conocía por el nombre de Arrabal de San Felipe.
Durante la segunda dominación británica de la isla (1763-1782), se derribó la antigua población del Arrabal de San Felipe, ya que estaba demasiado cerca de las fortificaciones del castillo. Durante el sitio francés del 19 de mayo de 1756 esto había representado un auténtico problema para la defensa de la fortaleza. Entonces, la población se trasladó más lejos, al lugar conocido con el nombre de la Rabal Nova, entre Cales Fonts y Cala Corb. Se levantó con un trazado ortogonal y dejando en el centro una espaciosa plaza de armas rodeada de cuarteles, como lo habían hecho años antes los franceses con San Luis. Así nació Georgetown. Los británicos también ampliaron el castillo de forma espectacular.
Pero el ejército franco-español, a las órdenes del duque de Crillon, recuperó y demolió el castillo en 1782, todo pensando que intercambiarían después la isla a los ingleses por Gibraltar.
Los británicos, durante la tercera dominación de la isla (1798-1802), volvieron a reconstruir el castillo y sus baluartes (a pesar de que se paralizaron las obras cuando se supo que Menorca volvería a los españoles). Lo rebautizaron con el nombre de Sant Jordi, como le habían puesto al pueblo años antes y le volvieron a poner Georgetown. Fue entonces cuando comenzó a segregarse de Mahón y a disfrutar de autonomía municipal.
El municipio actual como tal surgió como escisión del de Mahón en la segunda mitad del siglo XIX y figuró en los censos como Villacarlos hasta 1981. En el censo de 1991, y de ahí en adelante, lleva el nombre Es Castell.

## Demografía
Es Castell cuenta con una población de 7772 habitantes (INE 2024).
| Gráfica de evolución demográfica de Es Castell entre 1842 y 2021 |
| |
| Población de derecho según los censos de población del INE Población de hecho según los censos de población del INEEn 1857 este municipio desaparece porque se integra en el municipio Mahón En 1877 aparece este municipio porque se segrega del municipio Mahón |

## Administración y política
Desde la finalización del franquismo, Es Castell ha tenido 6 alcaldes diferentes. El primero, en 1979, fue José Tadeo, único alcalde menorquín del momento que no pertenecía a la UCD. Le sucedió Jaume Peralta, que fue alcalde desde 1983 hasta 1991. De 1991 a 1995 se alternaron en la alcaldía Bernat Llompart (PP) y Ester Riudavets (PSM), y en 1995, durante dos mandatos, ocupó el cargo María Borràs (PSOE). En 2003 el PSOE, encabezado por Irene Coll, volvió a ganar las elecciones municipales, pero en 2004 esta fue expulsada del partido y pasó a gobernar junto al PP. Tras las elecciones de 2007, debido a que no hay una mayoría absoluta, los partidos IPEC, de Irene Coll, y Partido Popular, pactan la alcaldía de Es Castell, de tal forma, que Irene Coll, vuelve a gobernar la junta local, hasta junio de 2008, para posteriormente, la alcaldía pasar a Juan Cabrera Valenzuela (PP).
Lluís Camps (PP) sustituye en 2011 a Juan Cabrera Valenzuela como alcalde de Es Castell tras conseguir en las elecciones municipales de ese año el 42,85 % de los votos en el municipio por el 19,27 % del PSOE, que quedó en segunda posición. Cuatro años más tarde, en 2015, Camps revalida la alcaldía con un 43,98 % de los votos, pero el PSOE consigue recortar distancias y aumenta su porcentaje de votos hasta el 25,31 %. En 2018, Camps anuncia que no volverá presentarse a un tercer mandato, siendo Dionisio Marí la persona elegida por el PP para representar al partido en las elecciones municipales de 2019 y revalidar la alcaldía.
En 2019, el PSOE y Som Es Castell llegan a un acuerdo para investir a la socialista Joana Escandell como nueva alcaldesa del municipio tras conseguir sumar ambas formaciones el 46,73 % de los votos por el 43,98 % del Partido Popular, que fue nuevamente el partido más votado en la localidad.
| Partido político                                                    | 2023  | 2023  | 2023       | 2019  | 2019  | 2019       | 2015  | 2015  | 2015       | 2011  | 2011  | 2011       | 2007    | 2007    | 2007       |
| Partido político                                                    | %     | Votos | Concejales | %     | Votos | Concejales | %     | Votos | Concejales | %     | Votos | Concejales | %       | Votos   | Concejales |
| Partido Popular (PP)                                                | 46,67 | 1599  | 7          | 33,05 | 1086  | 5          | 43,98 | 1458  | 6          | 42,85 | 1370  | 6          | 27,04   | 812     | 4          |
| Partit Socialista de les Illes Balears (PSIB-PSOE)                  | 24,43 | 837   | 3          | 27,21 | 894   | 4          | 21,42 | 710   | 3          | 19,27 | 616   | 3          | 26,71   | 802     | 4          |
| Som Es Castell                                                      | 17,57 | 602   | 2          | 22,89 | 752   | 3          | 25,31 | 839   | 3          | —     | —     | —          | —       | —       | —          |
| Independents per Es Castell (IPEC)                                  | 8,14  | 279   | 1          | —     | —     | —          | —     | —     | —          | —     | —     | —          | 26,11   | 784     | 3          |
| Per Balears (PERxB)                                                 | 1,86  | 64    | 0          | —     | —     | —          | —     | —     | —          | —     | —     | —          | —       | —       | —          |
| Proposta per les Illes (PI)                                         | —     | —     | —          | 11,93 | 392   | 1          | 7,84  | 260   | 1          | —     | —     | —          | —       | —       | —          |
| Ciudadanos (CS)                                                     | —     | —     | —          | 3,98  | 131   | 0          | —     | —     | —          | —     | —     | —          | —       | —       | —          |
| Unió Menorquina (UMe)                                               | —     | —     | —          | —     | —     | —          | —     | —     | —          | 12,86 | 411   | 2          | —       | —       | —          |
| Esquerra de Menorca (EM)-Esquerra Unida de les Illes Balears (EUIB) | —     | —     | —          | —     | —     | —          | —     | —     | —          | 11,23 | 359   | 1          | 6,93    | 208     | 1          |
| Partit Socialista de Mallorca (PSM)-Entesa                          | —     | —     | —          | —     | —     | —          | —     | —     | —          | 6,69  | 214   | 1          | —       | —       | —          |
| Els Verds de Menorca                                                | —     | —     | —          | —     | —     | —          | —     | —     | —          | 4,19  | 134   | 0          | Con PSM | Con PSM | Con PSM    |

## Cultura

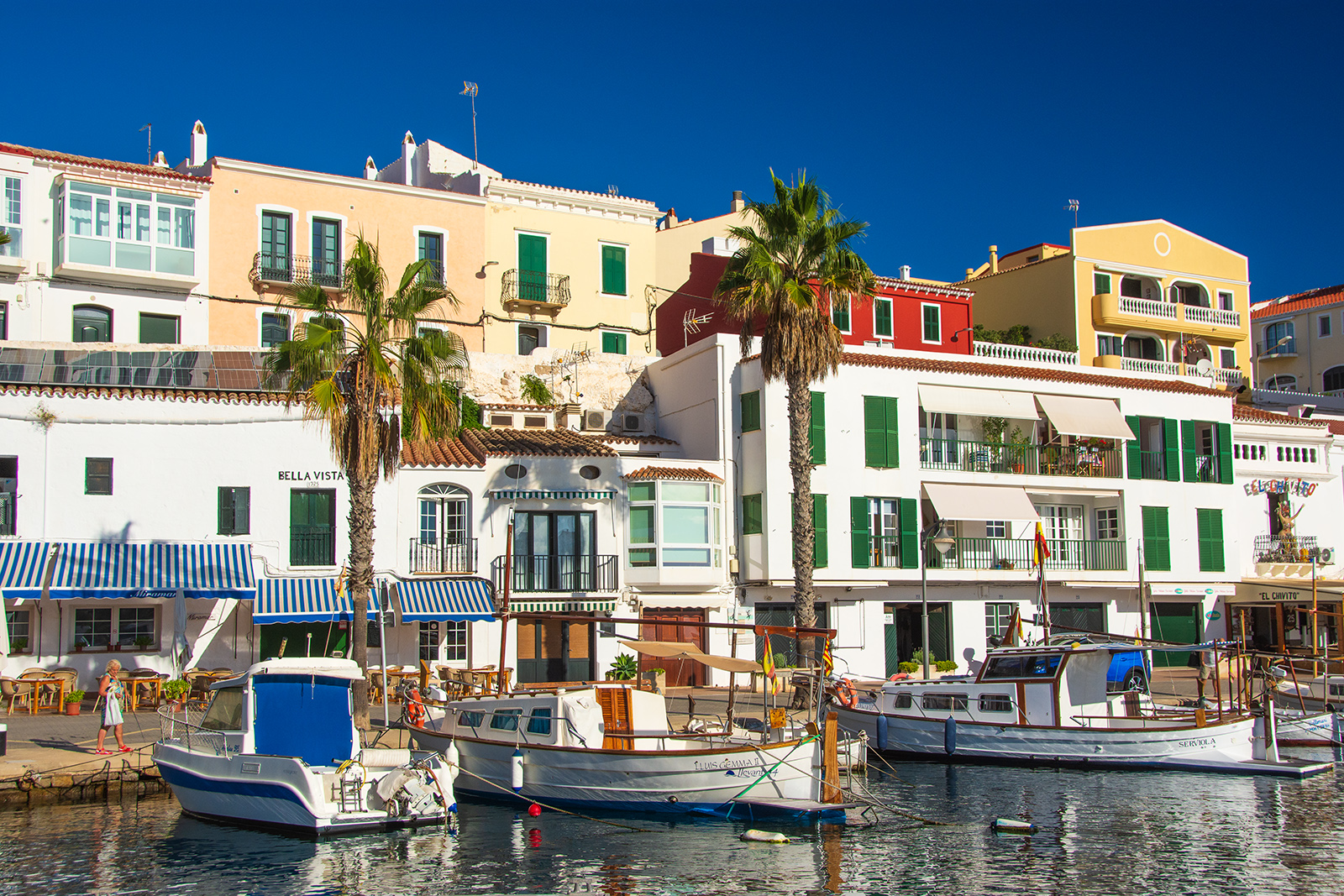
Casas y barcos en Cales Fonts

Sus fiestas patronales son en honor al apóstol Santiago o San Jaime (en catalán Sant Jaume), y se celebran los días 24, 25 y 26 de julio.
En dichas fiestas, como en las de todas las poblaciones menorquinas, el caballo es el protagonista. Los jinetes o caixers, vestidos de blanco y negro, van sobre sus caballos adornados y realizan saltos alzando sus patas delanteras, ante una gran multitud de gente. A esta tradición se le denomina el jaleo.
La bebida típica en las fiestas es la pomada (gin con limonada).